# Pallavolo ai Giochi della XXX Olimpiade - Qualificazioni al torneo maschile (NORCECA)
Le qualificazioni nordamericane di pallavolo maschile ai Giochi della XXX Olimpiade si sono svolte dal 7 al 12 maggio 2012 a Long Beach, negli Stati Uniti d'America. Al torneo hanno partecipato 8 squadre nazionali nordamericane e la vittoria finale è andata agli Stati Uniti, che si è qualificata ai Giochi della XXX Olimpiade.

## Squadra partecipanti
- Canada
- Costa Rica
- Cuba
- Messico
- Porto Rico
- Rep. Dominicana
- Stati Uniti
- Trinidad e Tobago

## Gironi
Dopo la prima fase a gironi, le prime classificate di ogni girone hanno acceduto alle semifinali per il primo posto, mentre la seconda e la terza classifica di ogni girone hanno acceduto ai quarti di finale: la vincente dei quarti ha acceduto alla semifinale per il primo posto, mentre la perdente ha acceduto alla semifinale per il quinto posto. L'ultima classificata di ogni girone ha acceduto alle semifinali per il quinto posto.
| Girone A                                         | Girone B                               |
| ------------------------------------------------ | -------------------------------------- |
| Costa Rica Messico Stati Uniti Trinidad e Tobago | Canada Cuba Porto Rico Rep. Dominicana |

## Fase finale

### Finali 1º e 3º posto
|  | Quarti            | Quarti      |             |      | Semifinali         | Semifinali         |  |  | Finale 1º/2º posto | Finale 1º/2º posto |
|  |                   |             |             |      |                    |                    |  |  |                    |                    |
|  |                   |             |             |      |                    |                    |  |  |                    |                    |
|  |                   |             |             |      |                    |                    |  |  |                    |                    |
|  | -                 | -           |             |      |                    |                    |  |  |                    |                    |
|  | -                 | -           |             |      |                    |                    |  |  |                    |                    |
|  | -                 | -           |             |      |                    |                    |  |  |                    |                    |
|  | -                 | -           | Canada      | 3    |                    |                    |  |  |                    |                    |
|  |                   |             | Canada      | 3    |                    |                    |  |  |                    |                    |
|  |                   | Porto Rico  | 2           |      |                    |                    |  |  |                    |                    |
|  | Messico           | Porto Rico  | 2           | 1    |                    |                    |  |  |                    |                    |
|  | Messico           |             |             | 1    |                    |                    |  |  |                    |                    |
|  | Porto Rico        | 3           |             |      |                    |                    |  |  |                    |                    |
|  | Porto Rico        | 3           | Canada      | 0    |                    |                    |  |  |                    |                    |
|  |                   |             | Canada      | 0    |                    |                    |  |  |                    |                    |
|  |                   | Stati Uniti | 3           |      |                    |                    |  |  |                    |                    |
|  | -                 | Stati Uniti | 3           | -    |                    |                    |  |  |                    |                    |
|  | -                 |             |             | -    |                    |                    |  |  |                    |                    |
|  | -                 | -           |             |      |                    |                    |  |  |                    |                    |
|  | -                 | -           | Stati Uniti | 3    | Finale 3º/4º posto | Finale 3º/4º posto |  |  |                    |                    |
|  |                   |             | Stati Uniti | 3    | Finale 3º/4º posto | Finale 3º/4º posto |  |  |                    |                    |
|  |                   | Cuba        | 1           |      |                    |                    |  |  |                    |                    |
|  | Cuba              | Cuba        | 1           | 3    | Porto Rico         | 0                  |  |  |                    |                    |
|  | Cuba              |             |             | 3    | Porto Rico         | 0                  |  |  |                    |                    |
|  | Trinidad e Tobago | 0           |             | Cuba | 3                  |                    |  |  |                    |                    |
|  | Trinidad e Tobago | 0           |             |      | 3                  |                    |  |  |                    |                    |
|  |                   |             |             |      |                    |                    |  |  |                    |                    |
|  |                   |             |             |      |                    |                    |  |  |                    |                    |

### Finali 5º e 8º posto
|  | Semifinali        | Semifinali        | Semifinali      |                 |         | Finale 5º/6º posto | Finale 5º/6º posto | Finale 5º/6º posto |  |
|  |                   |                   |                 |                 |         |                    |                    |                    |  |
|  | Costa Rica        | Costa Rica        | 0               |                 |         |                    |                    |                    |  |
|  | Costa Rica        | Costa Rica        | 0               |                 |         |                    |                    |                    |  |
|  | Messico           | Messico           | 3               |                 |         |                    |                    |                    |  |
|  | Messico           | Messico           | 3               |                 | Messico | Messico            | 3                  |                    |  |
|  |                   |                   |                 |                 | Messico | Messico            | 3                  |                    |  |
|  |                   |                   | Rep. Dominicana | Rep. Dominicana | 0       |                    |                    |                    |  |
|  | Rep. Dominicana   | Rep. Dominicana   | Rep. Dominicana | Rep. Dominicana | 0       | 3                  |                    |                    |  |
|  | Rep. Dominicana   | Rep. Dominicana   |                 |                 |         | 3                  |                    |                    |  |
|  | Trinidad e Tobago | Trinidad e Tobago | 1               |                 |         | Finale 7º/8º posto | Finale 7º/8º posto | Finale 7º/8º posto |  |
|  | Trinidad e Tobago | Trinidad e Tobago | 1               |                 |         |                    |                    |                    |  |
|  |                   |                   |                 |                 |         |                    |                    |                    |  |
|  |                   |                   |                 |                 |         | Costa Rica         | Costa Rica         | 1                  |  |
|  |                   |                   |                 |                 |         | Costa Rica         | Costa Rica         | 1                  |  |
|  |                   |                   |                 |                 |         | Trinidad e Tobago  | Trinidad e Tobago  | 3                  |  |

## Classifica finale
| Pos | Squadra           | Rosa |
| --- | ----------------- | --- |
| 1.  | Stati Uniti       | Formazione: 1 Anderson, 4 Lee, 5 Lambourne, 6 Lotman, 7 Suxho, 8 Priddy, 9 Millar, 10 Salmon, 11 Thornton, 12 Holmes, 13 Stanley, 19 McKienzie, CT: Knipe         |
| 2.  | Canada            | Formazione: 2 Cundy, 3 Lewis, 4 Howatson, 6 Duff, 7 Soonias, 9 Schneider, 10 van Lankvelt, 11 Brinkman, 12 Schmitt, 14 Kaminski, 15 Winters, 18 Perrin, CT: Hoag  |
| 3.  | Cuba              | Formazione: 1 León, 2 Estrada, 6 Gutiérrez, 8 Cepeda, 10 Quintana, 11 Fundora, 12 Bell, 13 Fiel, 14 Bisset, 16 Mesa, 18 Díaz, 19 Hernández, CT: Samuels           |
| 4.  | Porto Rico        | Formazione: 1 J. Rivera, 2 Berríos, 3 Figueroa, 4 V. Rivera, 5 Muñiz, 7 Escalante, 10 Maldonado, 13 Ruiz, 14 Morales, 15 Cruz, 16 Sánchez, 19 Aquino, CT: Cardona |
| 5.  | Messico           | Formazione: 2 Herrera, 3 Valdés, 4 Vargas, 5 J. Rangel, 6 Córdova, 7 Contreras, 8 Ramírez, 9 Guerra, 10 P. Rangel, 11 Guerrero, 13 Macías, 17 Quiñones, CT: Azair |
| 6.  | Rep. Dominicana   | Formazione: 1 Palomino, 2 de la Cruz, 4 Hernández, 6 García, 7 Concepción, 12 Castro, 13 Lara, 15 Acosta, 16 Batista, CT: Campechano                              |
| 7.  | Trinidad e Tobago | Formazione: 1 Davis, 2 Nimrod, 3 Mahadeo, 4 Tash, 5 Bushe, 7 Morrison, 8 Ali, 10 Amarali, 11 Stewart, 12 Blake, 14 Honoré, 15 Mohammed, CT: Dickson               |
| 8.  | Costa Rica        | Formazione: 2 Leon, 4 Rodríguez, 6 Villegas, 7 Araya, 8 Cascante, 9 White, 10 Suárez, 11 Smith, 16 Cruz, 17 Álvarez, 18 Zumbado, 19 Escobar, CT: Salas            |

|  | Qualificata ai Giochi della XXX Olimpiade |

## Premi individuali
| Premio                | Nome             | Squadra     |
| --------------------- | ---------------- | ----------- |
| MVP                   | Clayton Stanley  | Stati Uniti |
| Miglior realizzatore  | Juan Figueroa    | Porto Rico  |
| Miglior attaccante    | Matthew Anderson | Stati Uniti |
| Miglior muro          | David Lee        | Stati Uniti |
| Miglior servizio      | Pedro Rangel     | Messico     |
| Miglior palleggiatore | Pedro Rangel     | Messico     |
| Miglior ricevitore    | Keibel Gutiérrez | Cuba        |
| Miglior difesa        | Jesús Rangel     | Messico     |
| Miglior libero        | Gregory Berríos  | Porto Rico  |